# Lisa Oppedal
Lisa Oppedal Weichbrodt (Torrevieja, 20 de diciembre de 2003) es una jugadora de balonmano que juega de extremo izquierda en el Club Balonmano Elche y la Selección Española de Balonmano.

## Trayectoria
Lisa ha formado parte de la selección valenciana y de la Guerreras en categorías inferiores y, tras dos años en Torrevieja (dónde fue llamada por las selecciones formativas españolas para algunas competiciones, aunque no llegó a debutar con la camiseta nacional), se proclamó Campeona de España (de clubes) y, además, se proclamó campeona de España con la selección autonómica valenciana en el CESA 2020 de Cantabria.
En su primera temporada en la máxima competición anotó 12 goles en 22 partidos a pesar de que empezó la temporada renqueante tras su lesión de ligamento cruzado y menisco de la temporada anterior, logrando hacerse un hueco en las rotaciones de Joaquín Rocamora.
Además, fue parte de la plantilla ilicitana que se proclamó campeona de la Copa Europea de la EHF y campeona de liga regular.
Ese mismo verano se proclamó Campeona del Mundo Universitario en Antequera.
Tras una gran temporada con el atticgo Balonmano Elche entró en las convocatorias previas al Campeonato de Europa de 2024 con Ambros Martín en el banquillo.

### Clubes
- 2022: Balonmano Torrevieja
- 2022-Actualidad: Club Balonmano Elche

#### Datos
Partidos y goles en máxima división
|          | Liga | Copa | EHF | Total |
| -------- | ---- | ---- | --- | ----- |
| Partidos | 47   | 4    | 17  | 68    |
| Goles    | 43   | 3    | 24  | 70    |

## Títulos
- 1 x EHF European Cup (2023/24)
- 1 x Campeonato de España de Selecciones (2020)
- 1 x Campeona del Mundo Universitaria (2024)